# Campana de Oropesa
La comarca de la Campana de Oropesa y las cuatro Villas és la més occidental de la província de Toledo, amb Oropesa com a cap comarcal i amb clares influències extremenyes pel que fa a l'ús i els paisatges. Està situada a les faldes de la Serra de Gredos i el vall del riu Tajo, cosa que permet una agricultura intensiva i ramaderia.
- Calera y Chozas
- Oropesa
- Velada
- Navalcán
- Lagartera
- El Puente del Arzobispo
- Torrico
- Alcolea de Tajo
- Valdeverdeja
- Calzada de Oropesa
- Herreruela de Oropesa
- Parrillas
- Alcañizo
- Azután
- Torralba de Oropesa
- Caleruela
- Las Ventas de San Julián
- Navalmoralejo